# Pintoa
Pintoa je monotipski rod južnoameričkog bilja iz porodice dvoliskovica, dio potporodice Larreoideae. Jedina vrsta je P. chilensis, grm iz sjevernog Čilea (Atacama). Raste po pustinjama.
P. chilensis je grm visok do 1,5 metara, žutih cvjetova, pet petala (latica).